# UFC 141
UFC 141: Lesnar vs. Overeem foi o evento de MMA realizado pelo Ultimate Fighting Championship no dia 30 de dezembro de 2011, na MGM Grand Las Vegas em Las Vegas, Nevada.